# Bāb (chef religieux)
Cette page contient des caractères spéciaux ou non latins. S’ils s’affichent mal (▯, ?, etc.), consultez la page d’aide Unicode.
Pour les articles homonymes, voir Bab et Al-Qa'im.
Sayyid ʿAlī Muḥammad Šīrāzī (سيد علی محمد شیرازی en persan), né le 20 octobre 1819 à Chiraz et mort fusillé le 9 juillet 1850 à Tabriz, est un marchand et chef religieux iranien fondateur du babisme. En 1844, il déclare être une manifestation nouvelle de Dieu et le mahdi (ou al-qāʾim) attendu par les musulmans. Il se donna dès lors le titre de Bāb (باب), qui signifie « porte » en arabe.
L’apparition du Báb et de son message s’inscrivent dans un contexte de bouleversements sociaux, politiques et religieux en Iran. Ses enseignements, qui incluent des réformes spirituelles, sociales et légales novatrices, remettent en cause les normes établies du clergé chiite et suscitent un engouement parmi divers groupes sociaux. Cependant, cette popularité entraîne une répression sévère de la part des autorités religieuses et gouvernementales, aboutissant à son arrestation, sa détention prolongée et, finalement, son exécution publique à Tabriz en 1850, à l'âge de 30 ans.
Le Báb a composé de nombreuses lettres et livres dans lesquels il a présenté les idées d'un nouvel ordre social et la promesse de l'arrivée prochaine d'un nouveau messager divin. Les bahá'ís le revendiquent comme prédécesseur de leur propre religion. Bahāʾ-Allāh, le prophète fondateur de la religion baha’ie, était un de ses disciples et annonça être la réalisation de sa prophétie concernant « Celui que Dieu rendra manifeste » (en arabe : من يظهره الله (man yuẓhiruh Allāh) et en persan :  مظهر کلّیه الهی .

## Biographie

### Premières années
Ali Muhammad est né le 20 octobre 1819 (1er Muharram 1235 de l'Hégire) à Chiraz,. Son père, un riche marchand de Chiraz, mourut assez tôt après sa naissance et l'enfant fut élevé par son oncle Hājī Mirzā Siyyid 'Ali, également marchand.
Il apprit à lire et écrire et fut envoyé dans une école religieuse (maktab) avec d'autres enfants de son âge : il faisait preuve d'excellence spirituelle et intellectuelle,.
Entre l'âge de 15 et 20 ans, il rejoint son oncle à Bushihr pour gérer l'affaire familiale et devint marchand,,, Des références dans certains de ses premiers écrits suggèrent cependant qu'il n'aimait guère les affaires et qu'il se consacrait plutôt à l'étude de la littérature religieuse.
En 1842, à l'âge de 23 ans, suivant le souhait de sa mère, il retourna à Shiraz et épousa Khadījih-Bagum, une cousine au second degré, fille d'un marchand. Le couple eut un enfant, Ahmad, qui mourut rapidement,.

### Personnalité et apparence
Le Báb est généralement décrit comme doux, précoce ou doué d'une grande intelligence. L'un de ses disciples contemporains l'a décrit comme suit :
« … très taciturne, [il] ne prononçait jamais un mot à moins que ce ne soit absolument nécessaire. Il ne répondait même pas à nos questions. Il était constamment absorbé par ses propres pensées et se préoccupait de répéter ses prières et ses versets. Il est décrit comme un bel homme à la barbe fine, habillé de vêtements propres, portant un châle vert et un turban noir. »
Un médecin irlandais qui l'a soigné d'une bastonnade l'a décrit comme « un homme très doux et délicat, plutôt de petite taille et très clair pour un Persan, avec une voix douce et mélodieuse qui m'a beaucoup frappé.

### Mouvement shaykhi
En 1790, plusieurs années avant la déclaration du Báb, Shaykh Ahmad (1753-1826) crea en Irak une école de pensée religieuse au sein de l’islam chiite. Ses disciples, connus sous le nom de Shaykhis, s'attendaient au retour imminent de la direction divine à travers l'apparition du Mahdi, de l'Imam caché, ou d'un adjoint de l'Imam caché. Shaykh Ahmad adopta une approche moins littérale des enseignements islamiques, en enseignant, par exemple, que ce n'est pas le corps matériel de Mahomet qui s'est envolé pendant son ascention (Mi'raj)  et que la résurrection des morts était de nature spirituelle. Les idées de Shaykh Ahmad se sont entrechoquées avec celles des théologiens chiites orthodoxes de l'époque, et il a été déclaré infidèle en 1824.
Après la mort de Shaykh Ahmad, un de ses disciples, Siyyid Kazim Rashti (1793-1843), prit la direction de l'école. Il souligna l'importance de l'année 1260 AH (1844 après J.C.) comme date du retour du Mahdi, mille ans lunaires après la désaparition du douzième Imam. En 1841, le Báb partit en pèlerinage en Irak et y resta sept mois, principalement à Karbala et dans ses environs, où il assista à aux classes de Kazim Rashti. Avant son décès en décembre 1843, Kazim Rashti conseilla à ses partisans de quitter leurs foyers pour rechercher le Mahdi qui, selon ses prophéties, apparaîtrait bientôt.

### Proclamation
La première expérience religieusement inspirée du Báb, dont sa femme Khadijeh fue témointe, eu lieu la soirée du 3 avril 1844. Suite à l'évênement, Khadijeh cru dans la révélation du Báb et fut donc la première à le faire.
La date officielle de la déclaration de ʿAlí Muḥammad de sa mission est la nuit du 22 mai 1844. Ce jour-là Mullá Husayn, un des disciples de Siyyid Kazim Rashti, tout juste arrivé à Shiraz après avoir veillé pendant 40 jours dans une mosquée, fut invité par le jeune marchand chez lui. Mullá Husayn lui parla de sa recherche du Promis, selon les instructions de Kazim Rashti, et ʿAlí Muḥammad prétendit être ce Promis. Il répondit de manière satisfaisante à toutes les questions de Mullá Husayn et écrivit en sa présence, avec une extrême rapidité, un long commentaire sur Sourate de Joseph, connu sous le nom de Qayyúmu'l-Asmáʼ et considéré comme la première œuvre révélée du Báb. Lors de cette nuit, il prit aussi le titre de Báb (« La porte »). Mullá Husayn fut le premier à accepter les affirmations du Báb;. La date a été adoptée comme jour saint bahá'í et marque le début de son calendrier, ainsi que l'initiation d'un nouveau cycle prophétique et du mouvement religieux réformateur et millénariste, le babisme.

### Lettres du Vivant
Mullā Husayn fut le premier disciple du Bāb. En cinq mois, dix-sept autres disciples de Kazim Rashti reconnurent le Báb comme une manifestation de Dieu. Ces dix-huit disciples devinrent plus tard connus sous le nom de « Lettres du Vivant ». Parmi eux se trouvait une femme, Fátimih Zarrín Táj Barag͟háni, une poète, qui reçut plus tard le nom de Táhirih, ce qui signifie « la Pure ».

### Voyages et emprisonnement
Après avoir été reconnu par ses dix-huit disciples, le Bāb et son Quddūs, une des Lettres du Vivant, partirent pour un pèlerinage à La Mecque et Médine, lieux saints de l'islam. Arrivé à la Mecque, À la Kaaba de La Mecque, le Báb prétendit publiquement être le Qa'im promis. Il écrivit aussi au Chérif de La Mecque, lui expliquant sa mission. À la fin du pèlerinage, le Báb et Quddús retournèrent à Bushehr, en Perse, où ils se virent pour la dernière fois.
Le Báb demanda a Quddús de le devancer à Shiraz et de commencer à proclamer sa mission. Cela attira l'attention du gouverneur, Husayn Khan, qui arrêta, tortura et expulsa Quddús de la ville. Il fit arrêter et convoqua le Báb à Chiraz en juin 1845. L'Imam-Jum'ih de Shiraz (imam de la prère du vendredi) l'interrogea sur ses affirmations. Le Báb nia être le représentant du Qá'im (promis de l'Islam) ou un de ses intermédiaire auprès des fidèles et, demandé à le faire, répéta plus tard la même chose devant une congrégation à la mosquée Vakil.
Le Báb fut assigné en résidence surveillée chez son oncle jusqu'à ce qu'une épidémie de choléra éclate dans la ville en septembre 1846. À sa libération, le Bāb parti pour Ispahan. Là, beaucoup sont venus le voir chez l'Imam-Jum'ih de la ville, qui avait gagné son amitié. Après une réunion informelle au cours de laquelle le Báb débattait avec le clergé local et montrait sa rapidité à produire des vers de façon instantanée, sa popularité monta en flèche.
Après la mort de Manouchehr Khan Gorji, le gouverneur d'Ispahan qui soutenait le Báb, le shah Mohammad Chah Qadjar, de nouveau sous la pression du clergé chiite, ordonna au Báb en janvier 1847  de se présenter à Téhéran. Cependant, à la fin du voyage, l'escorte s'arrêta à peu de distance de Téhéran. Après avoir passé plusieurs mois dans un camp à l'extérieur de Téhéran, et avant que le Báb puisse rencontrer le Shah, le Premier ministre Haji Mirza Aqasi envoya le Báb à Tabriz, dans le nord-ouest du pays, où il fut confiné et empêché de recevoir toute visite.
Après 40 jours à Tabriz, le Báb fut transféré à la forteresse de Makou dans la province iranienne d'Azerbaïdjan, près de la frontière turque. Pendant son incarcération, le Báb commença son œuvre la plus importante, le Bayán persan, qui resta inachevée. En raison des pressions du gouvernement russe et de la popularité grandissante du Báb à Maku, le gouverneur de Maku lui-même se convertissant, le premier ministre le transféra à la forteresse de Chihriq en avril 1848.

### Procès à Tabriz
En juin 1848, le Báb fut amené de Chihriq à Tabriz pour y être jugé pour apostasie devant un jury composé de membre du clergé islamique. En chemin, il passa 10 jours dans la ville d'Urmia, lors desquels a été réalisé le seul portrait connu de lui. Une copie a ensuite été envoyée à Baháʼu'lláh et est conservée dans les archives internationales du Centre mondial bahá'í.
Le procès, auquel assista le prince héritier Nassereddine, eut lieu en juillet 1848 et impliqua de nombreux membres du clergé local. Ils interrogèrent le Báb sur la nature de ses affirmations, de ses enseignements, et exigèrent qu'il produise des miracles pour prouver son autorité divine. Ils lui ont conseillé de renoncer à ses affirmations. Les rapports varient, mais une réponse coincide dans les neuf sources de témoins oculaires, où le Báb déclare : « Je suis cette personne que vous attendez depuis mille ans ».

## Exécution

### Peloton d'exécution
Le 5 septembre 1848, Muhammad Shah décéda, et Nasseredine Shah accéda au trône. En 1850, le nouveau premier ministre, Amir Kabir, ordonna l'exécution du Bāb : il fut amené à Tabriz, où il était censé être fusillé. La nuit précédant l'exécution, alors qu'on l'amenait à sa cellule, un jeune Babi, Muhammad-Ali (prénommé Anis) se jeta à ses pieds et demanda à mourir avec lui. L'homme fut immédiatement arrêté et emprisonné avec le Bāb.
Le matin du 9 juillet 1850 (28 Sha'ban 1266 AH), le Báb fut emmené dans la cour de la caserne où il était emprisonné. Le Báb et Anis furent suspendus à un mur et un grand peloton d'exécution se prépara à tirer. Des milliers de personnes se rassemblèrent pour assister à son exécution. De nombreux témoins oculaires, notamment ceux de diplomates occidentaux, relatent le résultat. L'ordre fut donné de tirer. Les récits diffèrent sur les détails, mais tous s'accordent sur le fait que la première volée n'a pas réussi à tuer le Báb; les balles ont plutôt coupé la corde qui les suspendait au mur. Un deuxième peloton d'exécution fut amené et un deuxième ordre de tirer fut donné. Cette fois, le Báb fut tué. Les restes du Báb et d'Anis furent jetés dans un fossé et supposés mangés par des chiens, un acte condamné par Justin Sheil, alors ministre britannique à Téhéran.

### Enterrement
Les dépouilles du Báb et d'Anis furent jetées dans un fossé à l'extérieur de la ville pour être livrées aux chiens, un acte condamné par Justin Sheil, alors ministre britannique à Téhéran.
Les restes du Báb furent clandestinement sauvés par une poignée de Babis puis cachés. Bien plut tard, les restes furent secrètement transportés selon les instructions de Baháʼu'lláh puis de ʿAbdu'l-Baha via Ispahan, Kirmanshah, Bagdad, Damas, Beyrouth, puis par la mer jusqu'à Acre en 1899. Le 21 mars 1909, les restes du Báb furent enterrés dans le sanctuaire du Báb, érigé à cet effet par 'Abdu'l-Baha, sur le mont Carmel, dans l'actuelle Haïfa, en Israël. A l'heure actuelle, le sanctuaire se trouve dans un complexe de terrasses et jardins completés en 2001, formant partie du Centre mondial bahá'í et ouvert aux visiteurs.

## Enseignements et héritage
Un point fondamental de ses enseignements est l'accent mis sur l'avènement d'une figure messianique, qu'il appelle fréquemment « celui que Dieu rendra manifeste ». Le Báb discute systématiquement de sa propre révélation et de ses lois dans le contexte de ce chiffre promis. Contrairement aux religions précédentes où les références aux figures promises n'étaient qu'occasionnelles et suggérées par des allusions, l'objectif principal du Bayan, le livre mère de la dispensation Bábí, est de préparer la voie à « celui que Dieu rendra manifeste ».
Au cœur des enseignements du Báb se trouve un appel à la réconciliation de tous les membres de la famille humaine, marquant l'avènement d'une nouvelle étape dans l'histoire humaine;: « soyez comme les feuilles et les fruits du même arbre, afin que peut-être vous deveniez une source de réconfort les uns pour les autres… Il vous incombe à tous d'être un seul peuple indivisible… ». Le Báb a ainsi mis l'accent sur une perspective éthique universelle, y compris l'impératif moral de ne faire aucune distinction entre croyants et non-croyants et de reconnaître les besoins objectifs des autres. L’intention de ces enseignements était de jeter les bases « de la transformation révolutionnaire de l’humanité ».
Il enjoint aussi d'amener toutes choses, qu'elles soient naturelles ou créées par l'homme, à un état de perfection, un processus consistant à imprégner toutes choses de beauté et rafinement.
Un autre enseignement est aussi l'amabilité, avec l'interdiction de causer du soucis aux autres, toujours dans la même perspective de perfection et de rafinement.
De cette manière, la civilisation elle-même devient une entreprise sacrée; une tâche qui ne peut être comprise, indique le Bab, qu'en fixant son « regard sur l'Ordre de Baha'u'llah ». Comme le souligne Saiedi, « l'importance plus large des écrits du Báb réside dans leur relation inextricable avec ceux de Baha'u'llah… » .
Sur les plan religieux, les enseignements du Báb proposent de nouvelles interprétations des notions de Dieu, de religion et de prophètes, et réinterprètent en conséquence les concepts religieux tels que le paradis, l'enfer et la résurrection, clarifie le concept de révélation progressive, de continuité et renouvellement de la religion. Sur le plan social, le Báb enseigne de moderniser l'éducation, améliorer le statut de la femme, abolir le sacerdoce, et mettre l'accent sur l'éthique, la recherche indépendante de la vérité et la noblesse humaine.

### Principes centraux
Une croyance fondamentale des Bábí est le concept d’une religion continue et évolutive  selon laquelle Dieu se révèle progressivement à travers les prophètes et, à mesure que l’humanité progresse, les enseignements divins deviennent plus complets et plus sophistiqués. Chaque religion surgit en réponse aux besoins sociaux spécifiques de son époque, dépassant sa prédécesseure et conduisant finalement à l'émergence d'une religion encore plus aboutie ;. Ces prophètes sont considérés comme le reflet parfait de Dieu dans le monde. Il souligne l'unité des prophètes, les comparant à des miroirs reflétant le même soleil (Dieu).
De plus, le Báb affirme que la révélation divine est un processus continu, avec l'apparition de prophètes tout au long de l'histoire. Le Báb réinterprète la résurrection non pas comme la fin du monde mais comme le déclin d'une ancienne religion et sa renaissance grâce à une nouvelle révélation. Il utilise la métaphore des saisons pour expliquer cette progression cyclique. Il soutient que, tout comme un arbre meurt en hiver mais réapparaît au printemps, les religions connaissent également des périodes de déclin et de renouveau. Ce concept englobe le changement historique et l’action humaine, promouvant une perspective tournée vers l’avenir. Le Báb considère la religion comme un phénomène dynamique résultant de l'interaction entre la volonté de Dieu et la scène historique de l'humanité. Il rejette la vision traditionnelle de la religion comme une imposition absolue et immuable de la volonté de Dieu. La religion, comme l'humanité, est une réalité dynamique et progressiste.
Contrairement aux religions antérieures avec des allusions occasionnelles à de futurs prophètes, livre de référence de la foi babíe, le Bayan, tourne autour d'une figure messianique plus grande que lui, appelée « Celui que Dieu rendra manifeste ». Le Báb positionne sa propre mission comme préparant la voie à celle promise. Ce personnage est décrit comme possédant tous les attributs divins et ayant une autorité égale à celle de Dieu. Le Báb encourage une enquête indépendante pour reconnaître la personne promise sur la base de son caractère et de ses actions, et non de facteurs externes. Il advertit les babís de ne pas le rejetter à l'heure de sa venue de la même manière que les croyants des religions précédentes s'opposaient aux nouveaux prophètes.
Le Báb met l’accent sur la capacité inhérente des humains à penser de manière critique et à s’engager dans une recherche indépendante sur la vérité. Il abolit le clergé, qu'il considère comme une cause majeure de corruption religieuse, et met l'accent sur les paroles de la révélation, et non sur les miracles, comme véritable test de la légitimité d'un prophète. Il interdit la prière en congrégation dirigée par des religieux, expliquant que le culte ne nécessite aucune médiation humaine.
Le Báb prône fortement la rationalité, la science et une éducation efficace. Il envisage une société bâtie sur des écoles bien organisées, l’enseignement de l’éthique, le respect des opinions diverses et la recherche scientifique. Il encourage l'apprentissage des sciences naturelles et propose des réformes pédagogiques comme l'élimination des sujets archaïques et l'utilisation d'un langage plus simple.
Il encourage l'éducation des femmes et les considère comme les égales des hommes aux yeux de Dieu. La foi babie a considérablement amélioré la vie des femmes par rapport aux normes en vigueur;. Il traite généralement les femmes et les hommes de manière égale dans ses lois, allégeant les fardeaux imposés par la loi islamique. Il décourage la polygamie, interdit le mariage forcé et le concubinage et accorde aux femmes un plus grand contrôle sur leur vie. Son soutien à Táhirih, une disciple de premier plan qui a défié les normes sociales de l'époque, par exemple en enlevant son voile en public, illustre encore davantage son engagement en faveur de l'amélioration des droits des femmes.

### Succession
Au cours de son emprisonnement dans la forteresse de Čahrīq, quelque temps après le martyre de Quddūs, le Bāb rédigea en 1849 une épître, considérée comme son testament, par lequel il nommait son disciple Mīrzā Yaḥyā Nūrī Ṣubḥ-i Azal (« Aurore de l’Éternité ») en tant que son successeur et chef de la communauté bābie après son décès, jusqu’à l’apparition de « Celui que Dieu rendra manifeste » (en arabe : من يظهره الله (man yuẓhiruh Allāh) et en persan :  مظهر کلّیه الهی ), avec pour consignes :
- d'assurer sa propre sécurité et celle de ses écrits, ainsi que de ce qui est révélé dans le Bayān ;
- communiquer avec les babis et demander conseil aux Témoins du Bayān, ainsi qu'à āqā Siyyid Ḥusayn Yazdī ;
- rassembler, sceller, si besoin compléter les écrits saints du Bāb, pour les distribuer parmi les babis et les faire connaître parmi l'humanité ;
- inviter les hommes à embrasser la révélation du Bāb ;
- décider quand sera venu le triomphe et désigner son propre successeur ;
- reconnaitre « Celui que Dieu rendra manifeste » quand il viendra et inviter les hommes à en faire autant.

## Ecrits
Le Báb affirme que les versets révélés par une manifestation de Dieu sont la plus grande preuve de sa mission et que les écrits du Báb comprennent plus de deux mille tablettes, épîtres, prières et traités philosophiques. Ces écrits font partie des écritures bahá'íes, en particulier ses prières, qui sont souvent récitées individuellement ainsi que lors de rassemblements de prière.
Les travaux du Báb ont également suscité l’intérêt et l’analyse des chercheurs. Elham Afnan décrit les écrits du Báb comme ayant « restructuré les pensées de leurs lecteurs, afin qu'ils puissent se libérer des chaînes de croyances obsolètes et de coutumes héritées ». Jack McLean note le symbolisme nouveau des œuvres du Báb, observant que « l'univers des écrits sacrés du Báb est empreint de symbolisme. Les nombres, les couleurs, les minéraux, les liquides, le corps humain, les relations sociales, les gestes, les actes, le langage (lettres et mots), et la nature elle-même sont tous des miroirs ou des signes qui reflètent la réalité plus profonde des noms et des attributs (asmá va sifát) de Dieu".
Les œuvres du Báb se caractérisent par une innovation linguistique, incluant de nombreux néologismes chaque fois qu'il trouvait les termes théologiques existants inadéquats. L'association libre et la composition de type flux de conscience sont des caractéristiques marquantes de certaines œuvres. Plusieurs érudits ont identifié la répétition continuelle de mots ou d'expressions particuliers d'importance religieuse comme une caractéristique distincte des écrits du Báb.
Le Báb a été critiqué pour son utilisation incohérente de la grammaire arabe correcte et incorrecte dans ses œuvres religieuses, bien que dans ses lettres arabes, il ait commis très peu d'erreurs. Une des raisons de cette incohérence pourrait être la distinction entre ceux qui ne pouvaient pas voir au-delà de la forme extérieure des mots et ceux qui pouvaient comprendre le sens profond de son message. Le Báb, dans son Traité de grammaire, a souligné que la grammaire arabe doit être enseignée comme un symbole extérieur de la grammaire spirituelle de l'univers.
Le Báb a déclaré qu'ils dépassaient cinq cent mille versets; le Coran, en revanche, compte 6 300 versets. Si l’on suppose 25 versets par page, cela équivaudrait à 20 000 pages de texte. Cepandant, la plupart des écrits du Báb ont cependant été perdus. Nabil-i-Zarandí, dans La Chronique de Nabíl, mentionne neuf commentaires complets sur le Coran, révélés pendant l'emprisonnement du Báb à Maku, qui ont été perdus sans laisser de trace. Établir le texte véritable des œuvres qui existent encore n'est pas  facile et certains textes nécessiteront un travail considérable. D’autres, en revanche, sont en bon état ; plusieurs des œuvres majeures du Báb sont disponibles avec l'écriture de ses secrétaires.
Le département des archives du Centre mondial bahá'í détient actuellement environ 190 tablettes du Báb. Des extraits de plusieurs ouvrages principaux ont été publiés dans la seule compilation en langue anglaise des écrits du Báb : Sélections des écrits du Báb.
Denis MacEoin, dans ses Sources pour la doctrine et l'histoire des premiers Bābī, donne une description de nombreux ouvrages ; une grande partie du résumé suivant est dérivée de cette source. En plus des œuvres majeures, le Báb révéla de nombreuses lettres à sa femme et à ses disciples, de nombreuses prières à des fins diverses, de nombreux commentaires sur des versets ou des chapitres du Coran et de nombreux khutbihs ou sermons (dont la plupart ne furent jamais prononcés). Beaucoup d’entre eux ont été perdus ; d'autres ont survécu dans des compilations.
La plupart des œuvres ont été révélées en réponse à des questions spécifiques posées par Bábís. Ce n’est pas inhabituel ; le genre de la lettre a été un moyen vénérable pour composer des textes faisant autorité dès l'apôtre Paul. Les trois quarts des chapitres du Nouveau Testament sont des lettres, ont été composés pour imiter des lettres ou contiennent des lettres en leur sein. Parfois, le Báb révélait des œuvres très rapidement en les chantant en présence d'un secrétaire et de témoins oculaires.

#### Sources officielles baha'ies
- (en) Shoghi Effendi, God Passes By, Wilmette, Illinois, Bahá'í Publishing Trust, 1974 (ISBN 0-87743-020-9)
- (en) Shoghi Effendi, Dawn Breakers - Nabil's Narrative, Wilmette, Illinois, Bahá'í Publishing Trust, 1932 (ISBN 0-900125-22-5, lire en ligne)
- (en) John Ferraby, All Things Made New: A Comprehensive Outline of the Bahā'ī Faith, Bahá'í Distribution Service, 1975 (ISBN 81-86953-01-9)
- (en) Adib Taherzadeh, The Revelation of Bahá'u'lláh, G. Ronald éd., 1987 (ISBN 0-85398-052-7)
- (en) Universal House of Justice, Classification of the Bahá'í Sacred Texts, 2002 (lire en ligne)

#### Autres
A
- Hugh C. Adamson, The A to Z of the Baháʼí Faith, Plymouth, UK, Scarecrow Press, coll. « The A to Z Guide Series, No. 70 », 2009 (ISBN 978-0-8108-6853-3, lire en ligne )
- Mirza Habibu'llah Afnan, The Genesis of the Bâbí-Baháʼí Faiths in Shíráz and Fárs, Brill (ISBN 978-90-04-17054-4, lire en ligne)
- Elham Afnan, A Twofold Mission: Some Distinctive Characteristics of the Person and Teachings of the Báb, coll. « Bahá'í World », 2019 (lire en ligne)
- Abbas Amanat, Iran: a modern history, New Haven; London, Yale University Press, 2017 (ISBN 978-0-300-11254-2)
- (en) Abbas Amanat, Resurrection and Renewal : The Making of the Babi Movement in Iran, 1844-1850, Ithaca, Cornell University Press, 1989, 461 p. (ISBN 0-8014-2098-9)

B
- Hasan M. Balyuzi, The Báb: The herald of the day of days, Ronald, 1973 (ISBN 978-0-85398-048-3)
- (en) le Báb, « Báb, The Book of Names (Kitáb-i-Asmá') (extrait) », sur Ocean of Lights (consulté le 24 mars 2024)
- Alessandro Bausani, « Bāb », dans Encyclopédie de l'Islam, t. 1 : A-B, Éditions Brill, 1960, 2e éd. (ISBN 978-90-04-08114-7, DOI 10.1163/9789004206106_eifo_COM_0079)
- A. Bausani, « Báb », dans Encyclopedia of Islam, Leiden, Pays-Bas, Koninklijke Brill NV, 1999
- BBC, « The Báb », BBC, 2009 (consulté le 13 décembre 2022)
- Vahid Behmardi et William McCants, « A Stylistic Analysis of the Báb's Writings », Online Journal of Baha'i Studies, vol. 1,‎ 2007, p. 114–136 (lire en ligne, consulté le 14 décembre 2022)
- « al-Aḥsāʾī », dans Encyclopædia Britannica, 2022 (lire en ligne) (consulté le 20 décembre 2022)

E
- Shoghi Effendi, God Passes By, Wilmette, IL, Baháʼí Publishing Trust, 1944 (ISBN 0-87743-020-9, lire en ligne)

G
- Omid Ghaemmaghami, The World of the Bahá'í Faith, Oxfordshire, UK, Routledge, 2022, 17–28 p. (ISBN 978-1-138-36772-2, lire en ligne), « Ch. 2: The Life of the Báb »

H
- (en) Paula Hartz, Baha'i Faith, Chelsea House Publishers, coll. « World religions », 2009 (ISBN 978-1-60413-104-8, OCLC 261342771, lire en ligne)

K
- Nikki R. Keddie (Yann Richard), Roots of Revolution : An Interpretive History of Modern Iran, New Haven, Yale University Press, 1981 (ISBN 0-300-02606-4, OCLC 7554626, lire en ligne)

L
- Stephen N. Lambden, « Review of Gate of the Heart: Understanding the Writings of the Báb. Bahaʾí Studies Series », Journal of the American Oriental Society, vol. 130, t. 2,‎ 2010, p. 301–304 (ISSN 0003-0279, JSTOR 23044534, lire en ligne)
- Todd Lawson, The Baha'i Tradition, University of California Press, 31 décembre 2012, 135–157 p. (ISBN 978-0-520-25831-0, DOI 10.1525/california/9780520258310.003.0006, lire en ligne)

M
- (en) Denis MacEoin, « Bāb (1) », dans Encyclopædia Iranica, 1988 (lire en ligne)
- (en) Denis MacEoin, « Bāb, ʿAli Moḥammad Širāzi », dans Encyclopædia Iranica, 1988 (lire en ligne)
- (en) Denis MacEoin, « Bayān (2) », dans Encyclopædia Iranica, 1988 (lire en ligne)
- (en) Denis MacEoin, « Bāb (chef religieux) », dans Encyclopædia Iranica, 1988 (lire en ligne)
- Denis MacEoin, The Sources for Early Bábī Doctrine and History, Leiden, Brill éditeurs, 1992 (ISBN 90-04-09462-8, lire en ligne)
- Denis MacEoin, « The Trial of the Báb: Shiʿite Orthodoxy Confronts its Mirror Image », Occasional Papers in Shaykhi, Babi and Baha'i Studies, vol. 1,‎ mai 1997 (lire en ligne, consulté le 2 juillet 2006)
- Douglas Martin, The Mission of the Báb: Retrospective, 1844–1944, coll. « The Bahá'í World », 1995 (lire en ligne)
- William McCants, « Arabic Grammar of the Báb, The », 2002 (consulté le 14 décembre 2022)
- (en) Moojan Momen, « Bāb (chef religieux) », dans Encyclopædia Iranica, 2012 (lire en ligne)

P
- Pejman Abdolmohammadi, « The Social and Political Thought of Sayyed ʿ⁠Ali Moḥammad Širāzi, the Báb », Eurasian Studies, vol. 21, no 1,‎ 2 février 2024 (ISSN 2468-5623, DOI 10.1163/24685623-20230144, S2CID 267413538, lire en ligne)

S
- Nader Saiedi, Logos and Civilization – Spirit, History, and Order in the Writings of Baháʼu'lláh, États-Unis, University Press of Maryland, 2000 (ISBN 1883053609, lire en ligne)
- Nader Saiedi, Gate of the Heart: Understanding the Writings of the Báb, Canada, Wilfrid Laurier University Press, 2008 (ISBN 978-1-55458-056-9, lire en ligne)
- (en) Nader Saiedi, « The Writings and Teachings of the Báb », dans The World of the Bahá'í Faith, Routledge, 26 novembre 2021, 29–39 p. (ISBN 978-0-429-02777-2, DOI 10.4324/9780429027772-5, lire en ligne)
- Peter Smith, A Concise Encyclopedia of the Baháʼí Faith, Oneworld Publications, 2000 (ISBN 9781780744803, lire en ligne)
- (en) Peter Smith, A concise encyclopedia of the Bahá'í Faith, Oneworld, 2008 (ISBN 978-1-85168-184-6, lire en ligne)
- (en) Peter Smith, A Concise Encyclopedia of the Bahá'í Faith, Oneworld Publications, 2013 (ISBN 978-1-78074-480-3, lire en ligne)
- {Ouvrage »
- Robert H. Stockman, The Bahá'í faith, violence, and non-violence, Cambridge & New York, Cambridge University Press, coll. « Cambridge elements », 2020 (ISBN 978-1-108-70627-8)

W
- Margit Warburg, Citizens of the world: a history and sociology of the Bahaʹis from a globalisation perspective, Leiden, Brill, 2006 (ISBN 978-90-474-0746-1, OCLC 234309958)

Z
- (en) Siyamak Zabihi-Moghaddam, « The Báb on the Rights of Women », Religions, vol. 14, no 6,‎ 2023 (ISSN 2077-1444, DOI 10.3390/rel14060705 )
- Nabíl-i-Zarandí, The Dawn-Breakers: Nabíl's Narrative, Wilmette, IL, Baháʼí Publishing Trust, 1932, Hardcover éd. (ISBN 0-900125-22-5, lire en ligne)

- Notices d'autorité :   - VIAF
  - ISNI
  - BnF (données)
  - IdRef
  - LCCN
  - GND
  - Italie
  - Espagne
  - Pays-Bas
  - Pologne
  - Israël
  - NUKAT
  - Suède
  - Tchéquie
  - Lettonie
  - WorldCat
- Notices dans des dictionnaires ou encyclopédies généralistes :   - Britannica
  - Den Store Danske Encyklopædi
  - Enciclopedia De Agostini
  - Encyclopædia Iranica
  - Gran Enciclopèdia Catalana
  - Internetowa encyklopedia PWN
  - Larousse
  - Nationalencyklopedin
  - Proleksis enciklopedija
  - Visuotinė lietuvių enciklopedija